# Seongnam (métro de Séoul et d'Incheon)
avec la ville de Seongnam
Seongnam (en coréen : 석남역) est une station de correspondance entre la ligne 2 du métro d'Incheon et la ligne 7 du métro de Séoul. Elle est située dans le quartier Seoknam-dong, arrondissement Seo-gu de la ville Incheon, à l'ouest de Séoul en Corée du Sud. Elle dessert notamment le Geobuk Market.
Ouverte en 2016, elle devient une station de correspondance en 2021. La station est desservie par les rames automatiques de la ligne 2 (Incheon) et les rames omnibus qui circulent sur la ligne 7 (Séoul).

## Situation sur le réseau

Plan du réseau du métro de Séoul (2023)

La station souterraine Seongnam est une station de correspondance entre la ligne 2 du métro d'Incheon et la ligne 7 du métro de Séoul : 
sur la Ligne 2 du métro d'Incheon elle est située entre la station Gajeong Jungang Market, en direction du terminus nord Geomdan Oryu, et la station West Woman's Community Center, en direction du terminus sud Unyeon ;
sur la ligne 7 du métro de Séoul, étant le terminus ouest de cette ligne, elle est située avant la station Sangok, en direction du terminus nord Jangam.

## Histoire
La station Seongnam est mise en service le 30 juillet 2016, lors de l'ouverture à l'exploitation des 27 stations de la totalité de la ligne, dite ligne 2 du métro d'Incheon, de métro léger sur pneu sans conducteur, longue de 29,3 km,,.
Elle devient une station de correspondance, lors de l'ouverture de la station de la ligne 7 du métro de Séoul le 22 mai 2021.

## Services aux voyageurs

### Accès et accueil
La station est située au croisement des voies Ganam-ro, Gaseok-ro et Gilju-ro, elle dispose de deux stations en sous-sol et huit bouchee, numérotées de 1 à 8, en lien avec la surface. Comme toutes les stations de ces lignes, elle est équipée d'automates pour l'achat de titres de transport valables sur l'ensemble du réseau du métro de Séoul qui inclut le métro d'Incheon.

### Desserte

#### Station ligne 2 Incheon
Seongnam est desservie par les rames automatiques qui circulent sur la Ligne 2 du métro d'Incheon. Elle dispose de deux voies encadrées par deux quais équipés de portes palières.

Installations
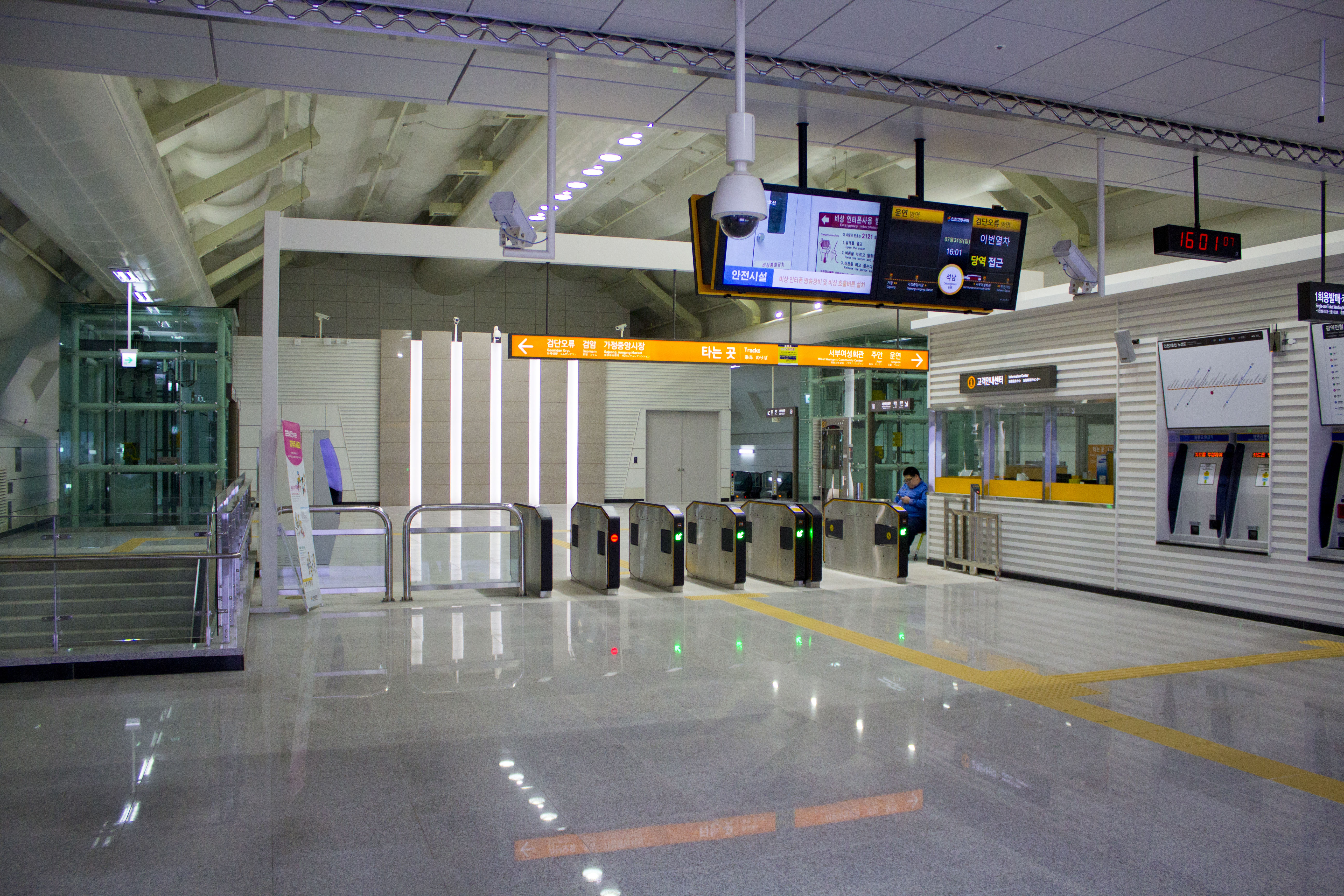
En 2016.
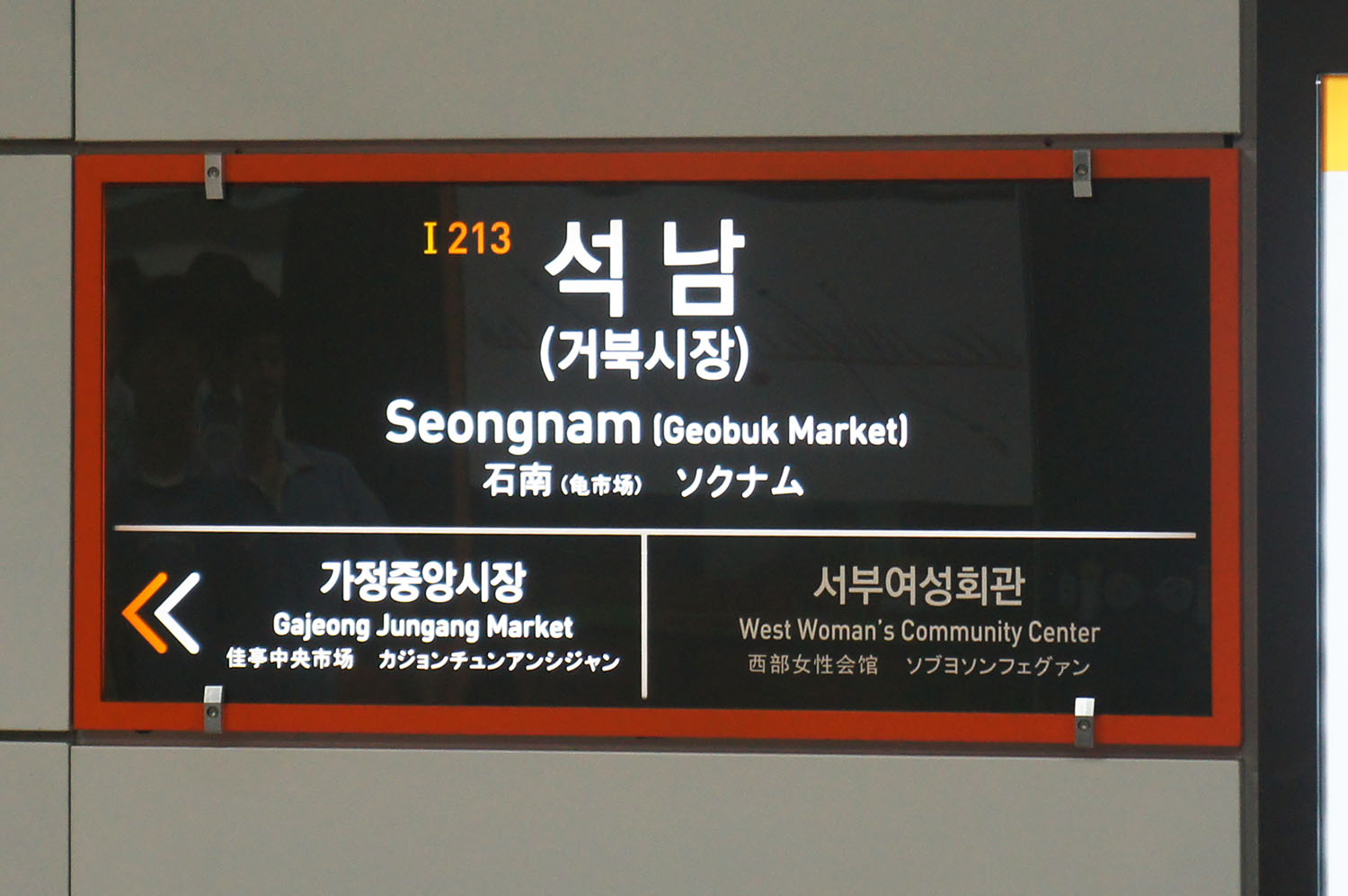
En 2O16.
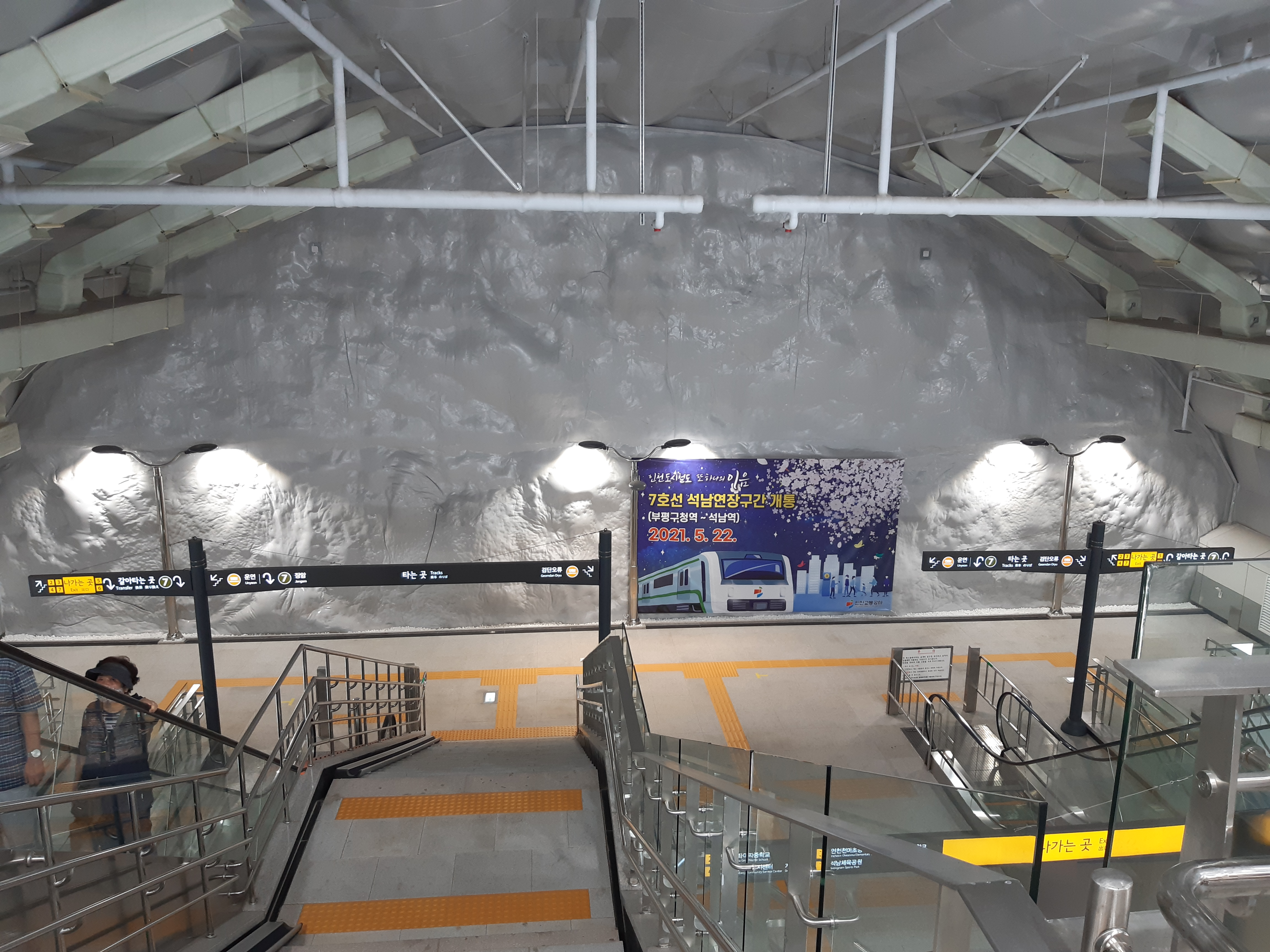
En 2021.

#### Station ligne 7 Séoul
Seongnam est desservie par les rames omnibus qui circulent sur la Ligne 7 du métro de Séoul. Elle dispose de deux voies encadrées par deux quais équipés de portes palières.

Installations
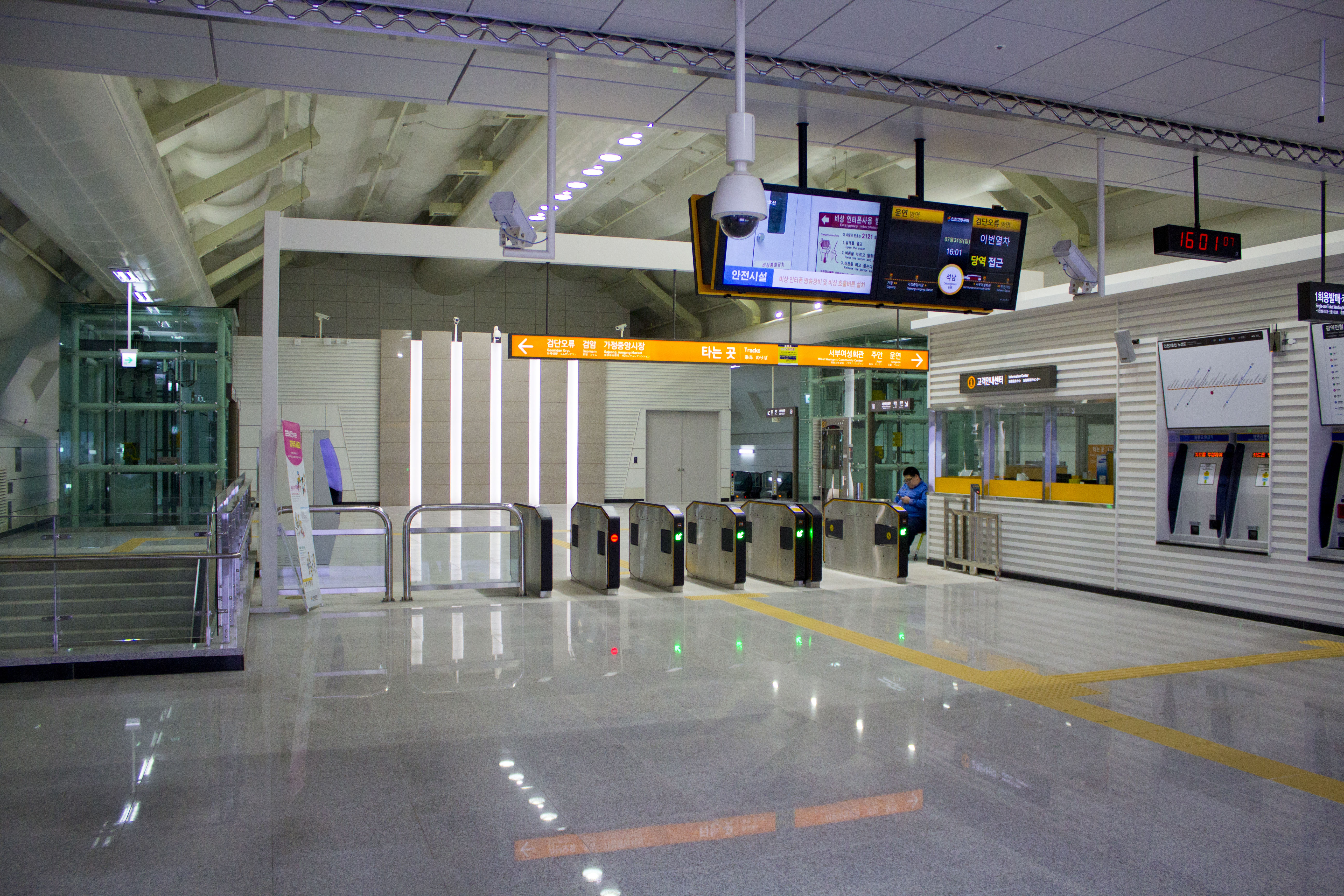
En 2021.
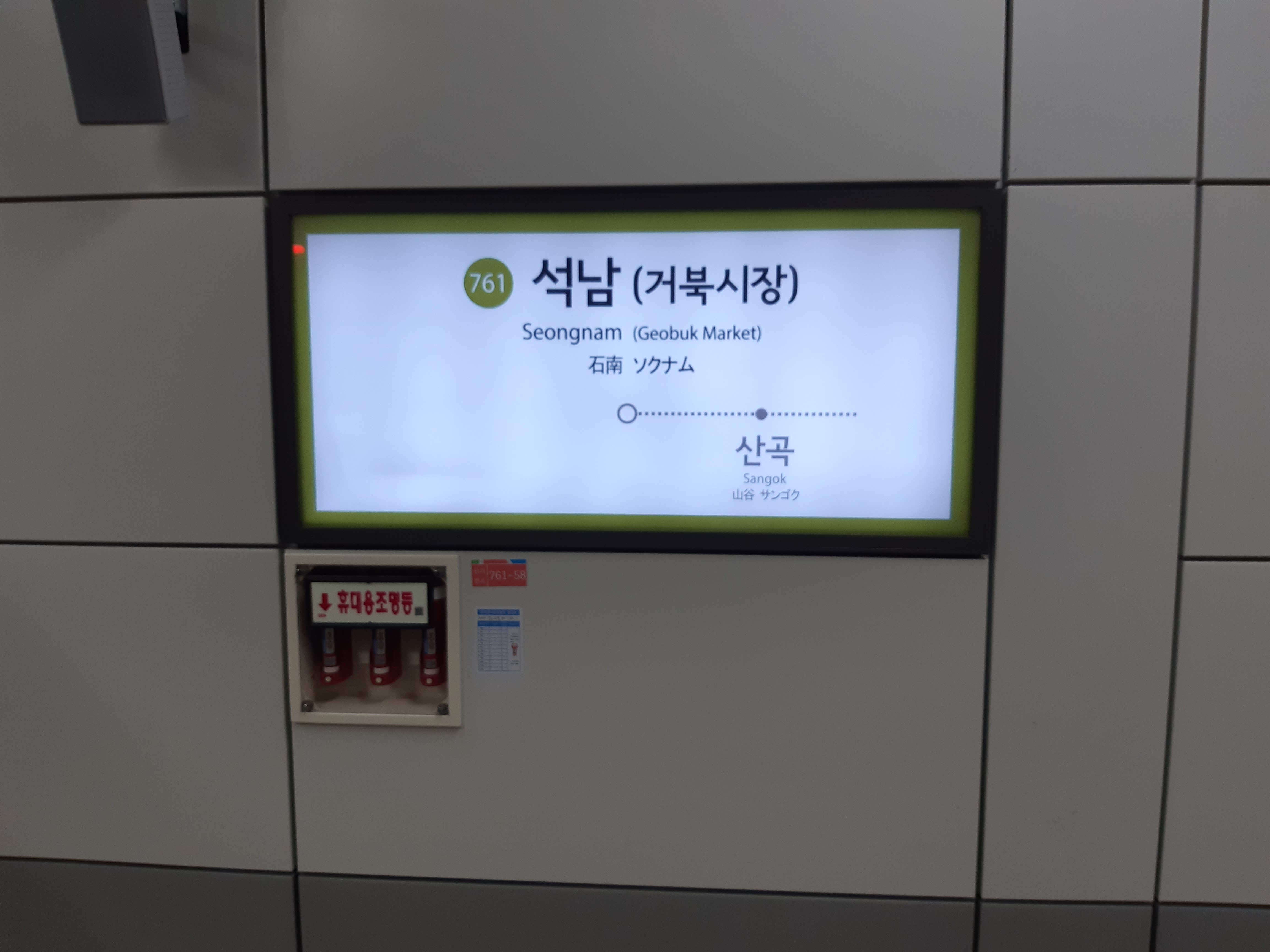
En 2021.
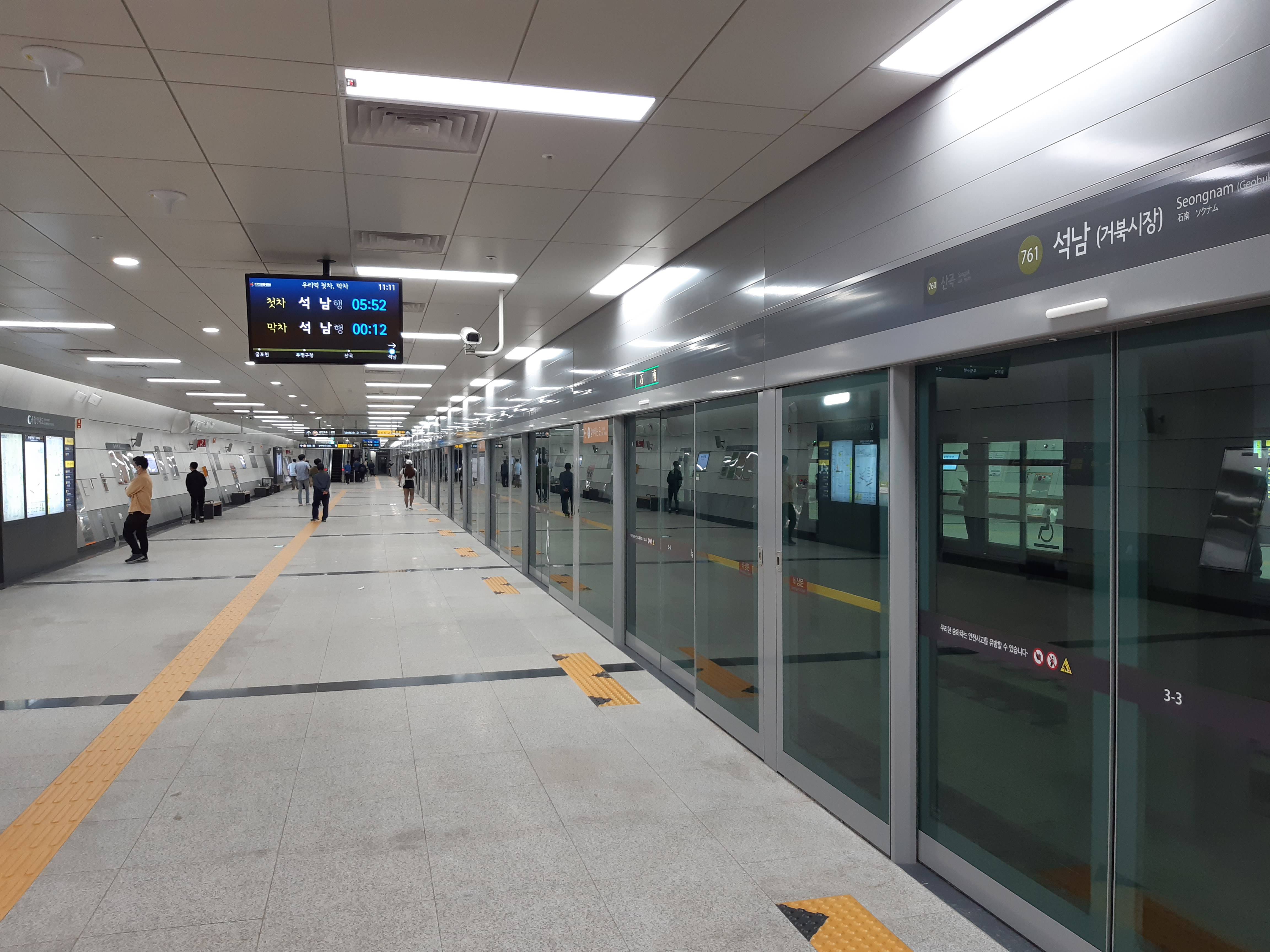
En 2021.

### Intermodalité
Des arrêts de bus sont établis à proximité des bouches de la station.

## À proximité
Elle dessert de nombreux établissements scolaires mais aussi : le Geobuk Market, les parcs sportifs de Seoknam et Wonjeoksan, la source minérale du parc Cheolmasan, ...